# Shoot Me: Youth Part 1
Shoot Me: Youth Part 1 – trzeci minialbum południowokoreańskiej grupy Day6, wydany 26 czerwca 2018 roku przez JYP Entertainment. Był promowany przez singel „Shoot Me”. Minialbum ukazał się w dwóch edycjach fizycznych („Bullet” i „Trigger”) i jednej cyfrowej. Minialbum sprzedał się w liczbie 65 571 egzemplarzy (stan na grudzień 2018 roku).

## Tło i wydanie
14 maja 2018 roku JYP Entertainment zapowiedziało powstanie nowej płyty Day6, nie podając daty premiery. 11 czerwca agencja opublikowała przedpremierowy harmonogram ujawniając, że minialbum ukaże się 26 czerwca. Następnie, od 15 do 20 czerwca, publikowane były zdjęcia promocyjne zespołu.
25 czerwca został wydany zwiastun teledysku do „Shoot Me” zarówno na oficjalnym kanale YouTube agencji, jak i na oficjalnym kanale V Live grupy. Płyta ukazała się 26 czerwca 2020 roku wraz z teledyskiem do „Shoot Me”.

## Promocja
27 czerwca 2018 roku, dwie godziny po wydaniu albumu, „Comeback Show” został wyemitowany na żywo na stronie V LIVE Navera. Podczas pokazu grupa zaprezentowała nowe piosenki z minialbumu.
Day6 promowali tytułową piosenkę „Shoot Me” w różnych programach muzycznych w Korei Południowej, w tym w M Countdown i Music Bank.

## Lista utworów
| CD | CD                                                      | CD           | CD                                                                              | CD                                       | CD      |
| Nr | Tytuł utworu                                            | Tekst        | Kompozycja                                                                      | Aranżacja                                | Długość |
| -- | ------------------------------------------------------- | ------------ | ------------------------------------------------------------------------------- | ---------------------------------------- | ------- |
| 1. | „WARNING!”                                              | Young K      | Hong Ji-sang, Jae, Sungjin, Young K, Wonpil                                     | Hong Ji-sang                             | 3:25    |
| 2. | „Shoot Me”                                              | Young K      | Hong Ji-sang, Lee Woo-min "Collapsedone", Jae, Sungjin, Young K, Wonpil         | Hong Ji-sang, Lee Woo-min "Collapsedone" | 2:55    |
| 3. | „Eojjeoda Boni (Somehow)” (kor. 어쩌다 보니" (Somehow)) | Young K      | Hong Ji-sang, Lee Woo-min "Collapsedone", Jae, Sungjin, Young K, Wonpil         | Hong Ji-sang, Lee Woo-min "Collapsedone" | 3:22    |
| 4. | „Feeling Good”                                          | Young K      | Hong Ji-sang, Jae, Sungjin, Young K, Wonpil                                     | Hong Ji-sang                             | 3:25    |
| 5. | „Honjatmal” (kor. 혼잣말, ang. Talking to)              | Jae, Young K | Hong Ji-sang, JaeYoung K, Wonpil                                                | Hong Ji-sang                             | 3:32    |
| 6. | „Wonhanikka” (kor. 원하니까, ang. Still)                | Young K      | Hong Ji-sang, Lee Woo-min "Collapsedone", Jae, Sungjin, Young K, Wonpil, Dowoon | Hong Ji-sang, Lee Woo-min "Collapsedone" | 4:11    |
| 7. | „Shoot Me” (Instr) (CD Only)                            |              | Hong Ji-sang, Lee Woo-min "Collapsedone", Jae, Sungjin, Young K, Wonpil         | Hong Ji-sang, Lee Woo-min "Collapsedone" | 2:56    |

## Notowania
| Lista                           | Najwyższa pozycja |
| ------------------------------- | ----------------- |
| Gaon Weekly Album Chart         | 3                 |
| Five Music (Tajwan)             | 9                 |
| Billboard World Albums          | 6                 |
| French Downloaded Albums (SNEP) | 59                |